# Naxa hugeli
Naxa hugeli är en fjärilsart som beskrevs av Felder 1875. Naxa hugeli ingår i släktet Naxa och familjen mätare. Inga underarter finns listade i Catalogue of Life.